# Église catholique syro-malankare
L'Église catholique syro-malankare est une des Églises orientales du Kerala en Inde en communion avec le siège de Rome depuis 1930. Elle emploie le rite syriaque occidental. Le chef de l'Église porte le titre de Catholicos-Archevêque majeur de Trivandrum des Syro-Malankares, avec résidence à Thiruvananthapuram (Trivandrum). Le titulaire actuel est le cardinal Baselios Cleemis, élu par le synode des évêques de l’Église le 10 février 2007 et confirmé par le pape le 5 mars suivant. Elle fait partie des chrétiens dits « de Saint Thomas ».
L’Église est représentée à la Fédération des conférences épiscopales asiatiques (en).

## Histoire
Le christianisme s'est implanté très tôt en Inde, particulièrement dans le sud-ouest de l'Inde (actuel État du Kerala). La tradition locale fait remonter l'origine de l'Église de Malabar à l'apôtre Thomas. Cette Église fut placée assez tôt sous la juridiction de l'Église de l'Orient, dont elle adopta le rite syriaque oriental et les usages, et qui lui envoyait ses évêques.
Les premiers contacts avec les Portugais au début du XVIe siècle se passèrent sans heurts. Cependant, en 1599, Alexis de Menezes, l'archevêque portugais de Goa (de l'Église latine), réunit un synode local à Diamper. Les Chrétiens de saint Thomas furent placés de force sous la juridiction de l'Église de Rome. Un jésuite, Francisco Roz, fut nommé évêque, qui latinisa fortement le rite. L'Église catholique syro-malabare est la branche qui resta dans la juridiction romaine après le synode de Diamper.
En réaction, une très grande partie des Chrétiens locaux suivirent le prêtre Thomas Palakomatta qui en 1653 se fit consacrer évêque et métropolite, se plaçant quelques années plus tard sous la juridiction de l'Église syriaque orthodoxe (de rite syriaque occidental).
En 1930, l'archevêque Mar Geevarghese Ivanios et son évêque suffragant Mar Théophile de Tiruvalla quittèrent l'Église syro-malankare orthodoxe (Église syriaque orthodoxe en Inde) pour rejoindre l'Église catholique romaine et rétablir la communion avec l'évêque de Rome.
En 1932, Rome créa une métropole syro-malankare, consacrant l'existence d'une seconde Église catholique orientale en Inde, l'Église catholique syro-malankare (de rite syriaque occidental).
- 1937 : ralliement de Joseph Mar Severios, évêque de l'Église syro-malankare orthodoxe
- 1939 : ralliement de Thomas Mar Diascorus, métropolite knanaya orthodoxe
- 1977 : ralliement de Poulose Mar Philexinos III, métropolite de l'Église malabare indépendante
- 2005 : élévation de l'Église au rang d'Église archiépiscopale majeure (le primat prend à ce moment le titre de Catholicos-Archevêque majeur)

## Organisation

### Territoire propre (territorium propium) (Keralaet régions voisines)
- Archéparchie de Trivandrum des Syro-Malankars
  - Éparchie de Marthandom des Syro-Malankars
  - Éparchie de Mavelikara des Syro-Malankars
  - Éparchie de Parassala des Syro-Malankars
  - Éparchie de Pathanamthitta des Syro-Malankars
- Archéparchie de Tiruvalla des Syro-Malankars
  - Éparchie de Bathery des Syro-Malankars
  - Éparchie de Muvattupuzha  des Syro-Malankars
  - Éparchie de Puthur des Syro-Malankars

### Reste de l'Inde
Les communautés catholiques syro-malankares hors du territoire propre dépendent normalement des évêques catholiques latins locaux.
Le 7 février 2007, le pape Benoît XVI a nommé Chacko Aerath (de) évêque titulaire de Bapara (de) et visiteur apostolique pour les Syro-Malankars en Inde en dehors du territoire propre.
Le 26 mars 2015 le pape François érige :
- l'éparchie Saint-Jean Chrysostome de Gurgaon pour les syro-malankare du Nord de l'Inde avec Mar Chacko Aerath comme premier éparque
- l'exarchat apostolique Saint Éphrem de Khadki pour les états du Sud de l'Inde, hors territoires propres[2].

### Reste du monde
- L'éparchie Sainte-Marie-Reine-de-Paix des syro-malankars des États-Unis et du Canada, érigée le 4 janvier 2016 par transformation de l'exarchat apostolique créé le 14 juillet 2010[3].

Des communautés catholiques syro-malankares organisées existent en Amérique du Nord (États-Unis et Canada), en Europe (Royaume-Uni et Allemagne), ainsi que dans les pays arabes du golfe Persique (Émirats arabes unis, Qatar).

## Effectifs
D'après l'Annuaire pontifical, en dix ans le nombre de paroisses est passé de 487 en 2007 à 951 en 2017,.
Le nombre de prêtres de 603, en 2007, à 739, en 2017. Le nombre de séminaristes est de 263 en 2017.

## Instituts religieux
- Congrégation de l'Imitation du Christ
- Sœurs de l'Imitation du Christ
- Filles de Marie

## Relations avec les autres Églises
L'Église catholique syro-malankare est la plus jeune des Églises catholiques orientales et elle s'est développée d'abord par ralliement de prélats, de prêtres et de fidèles des autres Églises de tradition syriaque occidentale en Inde (Église syro-malankare orthodoxe, Église malankare orthodoxe, Église malabare indépendante).
Son développement en dehors de son territoire primaire rencontre les mêmes difficultés que pour l'Église catholique syro-malabare. L'Église catholique en Inde est majoritairement de rite latin et de discipline romaine et elle a du mal à accepter la création de structures spécifiques pour les chrétiens orientaux en dehors de l'État du Kerala.